# Jürgen Todenhöfer
Jürgen Todenhöfer (n. 12 noiembrie 1940 la Offenburg) este un om politic și jurnalist german.
A fost unul dintre principalii exponenți ai opoziției germane față de Războiul din Afganistan și Războiul din Irak.
În perioada 1972 - 1990 a fost deputat în Bundestag din partea landului Renania-Palatinat.
A realizat o serie de reportaje de război deosebite, petrecând 10 zile la Mosul în nordul Irakului, alături de combatanții grupării "Statul Islamic", fiind primul jurnalist occidental care a supraviețuit unei astfel de experiențe, dată fiind agresivitatea luptătorilor islamiști față de occidentali.
A scris o serie de cărți din domeniul politic.